# Oospila symmicta
Oospila symmicta là một loài bướm đêm trong họ Geometridae.